# Allen Katona
 (mai 2018).
Si vous disposez d'ouvrages ou d'articles de référence ou si vous connaissez des sites web de qualité traitant du thème abordé ici, merci de compléter l'article en donnant les références utiles à sa vérifiabilité et en les liant à la section « Notes et références ».
Allen Katona un créateur contemporain trans-disciplinaire franco-italien, né à Paris en France, en 1973. 

## Biographie
Né dans le quatorzième arrondissement de Paris, il passe une enfance cosmopolite à Paris, Londres et New York. Autodidacte, il quitte le circuit scolaire dès l'âge de 16 ans.
Pendant ses quinze années de parcours, il s'est imposé au niveau international à travers trois époques distinctes et trois spécialités différentes : 
- Reporter de guerre freelance (1992/1995) en 1992 : à 19 ans, il devient le plus jeune reporter de guerre au niveau international à avoir été officiellement accrédité (accréditation # 5889) par la FORPRONU (Force de protection militaire des Nations unies) pour la guerre de Bosnie où il opère (en équipe avec Marco Amenta, agence Gamma) comme réalisateur documentaire, il témoigne également en correspondance de guerre pour le magazine « Convergence » pendant les combats du siège de Sarajevo en 1992/1993. Sélectionné pour le concours de reportages internationaux de l'EMAC (école nationale des mines), il poursuit au proche-Orient au sud-Liban sur les combats inter-factionnels en 1993. Il enchaîne en 1995 en Asie du sud-est au Cambodge où il couvre, en coopération avec les unités militaires multi-nationales du C.MAC (Cambodian Mines Action Center), les opérations de déminage au crédit de la « press office » de l'UNESCO dans le cadre des campagnes internationales de sensibilisation.

- Explorateur freelance en Inde et Népal (1995/2000) : sur le continent Indien, il mène des voyages d'études ethnologiques sur la matrice mystique Hindouisti en Inde et se spécialise dans l'approche des multiples dimensions des avatars et du culte extrême de Kali. Il est l’auteur de l'ouvrage de référence in situ « Dawn in Bénares »  (ISBN 2-912217-00-8) en (1997) sur les symboliques des rituels shivaistes dans la vallée du Gange. Il passe ensuite dans les champs mystiques bouddhistes, l'action humanitaire, et l'approche de l'art sacré au Népal (1998/1999). Il collabore en tant qu'intervenant-ressource à l'ouvrage de référence « Solidarité Internationale » de S. Mariaccia  (ISBN 2-910932-494) (2000).

- En parallèle à ses opérations en Asie, il est coauteur en Europe entre 1995 et 1997 (en équipe avec la chercheuse Universitaire Sheila Steeples) de la base de recherche universitaire « Currents in contemporary European Art, beyond the new wave » dont une synthèse sur la sémantique symbolique de l'image est publiée par « Film Quarterly », le magazine de recherches en cinématique de l'Université de U.C.Press/Berkeley (volume 49/number 4,  (ISSN 0015-1386)) en 1996.

- Recherches sur l'Art contemporain et spécifiquement l'Art numérique en Europe (2001/2006) : il se lance en 2001 dans la création d'un programme transdisciplinaire orienté vers les nouvelles technologies et les nouveaux supports de mondio-diffusion (internet, webTV, podcast, satellite) dont la particularité et l'originalité est de relier des champs d'intervention sur des sensibilités très éloignées les unes des autres. Il intègre la tendance Art numérique de l'Art contemporain, tendance à dominantes avant-garde et underground très peu médiatisée. Il crée en France, Italie et Angleterre pendant 1511 jours online en direct (plus de quatre ans, du premier janvier 2002 au 21 février 2006), une œuvre Art numérique totalement inclassable : le « Tarot/décathlon métaphysique et artistique ». Un système d'exploitation reliant dix champs d'action : le reportage de guerre/la recherche universitaire indépendante/la création d'une web tv (SensoskopiaWebTV) de documentaires d'aventures/le sport extrême/le conseil en ressources humaines/la création culturelle in situ/l'art contemporain/la « fashion » internationale/l'écriture de fictions littéraire, théâtrale et cinématographique/la poésie. Cette œuvre composée de cinquante quatre sectoriels s'est fait remarquer pour une spécificité inédite : l'auteur a mixé puis synthétisé le système des arcanes du tarot traditionnel avec le système d'architecture des S.E. (système d'exploitation) issus du monde numérique. Cette œuvre symboliste (assez opaque de l'extérieur pour le profane) est ainsi devenue une œuvre référence de la tendance Art numérique de l'Art contemporain dans ce qu'elle représente une approche inédite dans la médiation entre le monde virtuel et le monde réel, les cultures ancestrales et les cultures post-numériques.

- Auteur en 2003 de la maxime « De la loyauté aux fleurs sauvages de la providence dépend la providence de l'aube surgissante de nos jours ». Auteur en 2006 de la maxime « Le apparenze sono solo apparenze, la grazia é d'altrové ».

En 2008, lance un nouveau concept en tournant le dos aux médias traditionnels, il ouvre une plateforme de video-sharing sur les sites spécialisés YouTube et dailymotion pour diffuser (en langue Française sous-titré en Anglais) les prototypes d'un nouveau genre de création multimedia : les documentaires ethnologiques de voyages, pour le fond, mélangés à une écriture visuelle issue de l'art contemporain, pour la forme. Le pilote de ce nouveau genre est tourné au Laos durant l'été 2008 au Temple Royal de Luang Prabang, site inscrit au patrimoine mondial de l'Unesco.
En 2009, publie un manifesto vidéo dans lequel il lance un cycle de créations sur cinq ans (2009/2014) centré sur la réalisation d'une série de documentaires sur l'Asie traversant les 16 lieux clefs de l'Orient du grand Indian-Asia, de l'Inde au Japon. 
Dans ce protocole, il exprime son souhait d'ouvrir le neuf septembre 2009 (090909) un Atelier Multimedia dans le quatorzième arrondissement de Paris, son lieu de naissance, afin de souligner son engagement envers la défense de la notion de Culture dans l'Europe d'aujourd'hui. 
Personnage atypique, il s'est toujours refusé à donner la moindre interview médiatique.